# Карл-Гайнц Фріц
Карл-Гайнц Фріц (нім. Karl-Heinz Fritz; 20 лютого 1921, Гамбург — 18 серпня 1944, Біскайська затока) — німецький офіцер-підводник, лейтенант-цур-зее резерву крігсмаріне.

## Біографія
11 січня 1941 року вступив на флот. Після проходження навчання з 31 березня 1941 року служив в 36-й флотилії мінних тральщиків. З 18 серпня по 10 вересня 1941 року пройшов артилерійську підготовку, після чого повернувся в свою флотилію. З 29 вересня по 22 листопада 1941 року пройшов курс унтерофіцера, після чого служив на мінному тралищику M151.
З 6 червня по 4 вересня 1942 року пройшов підготовку в штурманському училищі Готенгафена, з 5 вересня по 19 листопада — курс фельдфебеля, з 10 листопада 1942 по 22 квітня 1943 року — курс офіцера-підводника. З 4 червня 1943 року — 2-й, з 16 лютого 1944 року — 1-й вахтовий офіцер на підводному човні U-103, на якому взяв участь у двох походах.
З 16 серпня 1944 року — командир підводного човна U-107. Того ж дня вирушив у свій перший і останній похід. 18 серпня човен був затоплений у Біскайській затоці південно-західніше Сен-Назера глибинними бомбами, скинутими з британського протичовнового/патрульного літака «Сандерленд». Всі 58 членів екіпажу загинули.

## Звання
- Рекрут (11 січня 1941)
- Матрос-єфрейтор (1 жовтня 1941)
- Боцманмат (1 грудня 1941)
- Обербоцман і оберштурман (1 грудня 1942)
- Оберштурман резерву (1 січня 1943)
- Лейтенант-цур-зее резерву (1 травня 1943)

## Нагороди
- Нагрудний знак мінних тральщиків (20 жовтня 1941)
- Залізний хрест 2-го класу (9 січня 1944)